# Макаллистер, Мэри
Мэри Макаллистер (англ. Mary McAllister; 27 мая 1909 — 1 мая 1991) — американская актриса эпохи немого кино. По утверждению «New York Times» является первым ребёнком со статусом кинозвезды.

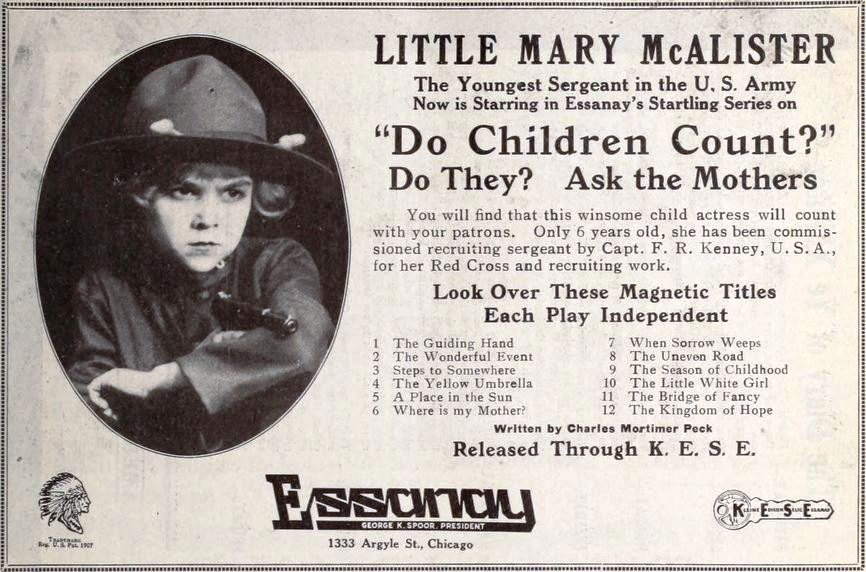
Рекламный плакат фильма
«Do Children Count?» (1917 год)

## Биография
Мэри Макалистер родилась в Лос-Анджелесе, США. Свою актёрскую карьеру начала в возрасте шести лет в фильме «Отчаяние» (англ. Despair, 1915 год). Снялась более чем в 30 картинах студии Essanay, среди которых наиболее известна, безусловно, «А детей вы учли?» (англ. Do Children Count?, 1917 год) — патриотический альманах из 12 тридцатиминутных эпизодов об участии маленьких американцев в жизни своей страны в условиях Первой мировой войны. Эти ленты сделали Маленькую Мэри Макалистер звездой национального масштаба, а их успех бил все рекорды по сборам и посещаемости, опережая даже регулярные шоу-программы «Безумства Зигфелда». Сюжеты картин не были связаны между собой, были сняты разными режиссёрами по сюжетам Чарльза Мортимера Пека и всегда апеллировали к семейным ценностям. На одном из рекламных плакатов Маленькая Мэри в форме сержанта армии США и с оружием на изготовку выглядела чрезвычайно решительно и, одновременно, трогательно, что и являлось одним из элементов успеха. Именно этот плакат попал на обложку журнала «Motion Picture Magazine» за февраль 1918 года. Сценарий следующего фильма «Штаны» (англ. Pants, 1917 год) был написан специально для Мэри. Критики оценивали эту работу даже выше, чем «Do Children Count?», а сама актриса называла позже эту роль своей любимой работой.
В 1927 году Мэри Макалистер стала одной из тринадцати девушек, выбранных в качестве WAMPAS Baby Stars — рекламного шоу, продвигающих в кинематографе молодые дарования. В следующем 1928 году снялась в четырёх фильмах, в том числе в «Возлюбленные актрисы» (англ. Loves of an Actress) с Рудольфо Валентино. В 1929 году её карьера пошла на спад: она не смогла приспособиться к работе со звуком. Снявшись в 43 фильмах, Мэри Макалистер рассталась с кинематографом в возрасте 21 года.

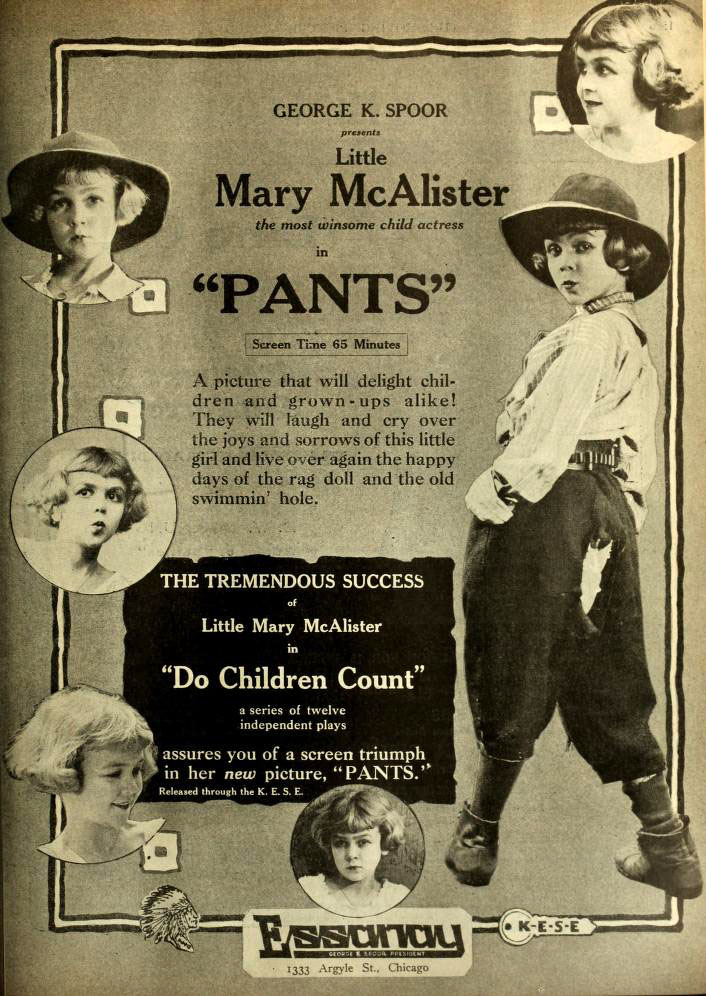
Рекламный плакат фильма
«Pants» (1917 год)

## Избранная фильмография
- 1915 — Отчаяние / Despair
- 1917 — Маленькие башмаки / The Little Shoes
- 1917 — Маленький посланник / The Little Missionary
- 1917 — На суде / On Trial
- 1917 — Серия «А детей вы учли?» / Do Children Count?

- Направляющая рука / The Guiding Hand
- Чудесная новость / The Wonderful Event
- Шаги в неизвестное / Steps to Somewhere
- Жёлтый зонтик / The Yellow Umbrella
- Место под солнцем / A Place in the Sun
- Где моя мама? / Where Is My Mother?
- Когда печаль плачет / When Sorrow Weeps
- Разбитая дорога / The Uneven Road
- Сезон детства / The Season of Childhood
- Маленькая белая девочка / The Little White Girl
- Мост фантазии / The Bridge of Fancy
- Королевство надежды / The Kingdom of Hope

- 1917 — Штаны / Pants
- 1917 — Бетти / Betty
- 1917 — Молодая мама / Young Mother Hubbard
- 1917 — Сади отправляется на небеса / Sadie Goes to Heaven
- 1920 — Пол шанса / Half a Chance
- 1923 — Пепел мести / Ashes of Vengeance
- 1924 — Мера человека / The Measure of a Man
- 1925 — Бумеранг / The Boomerang
- 1925 — Красный всадник / The Red Rider
- 1925 — Туз пик / The Ace of Spades
- 1926 — Дурак / The Sap
- 1926 — Уходящая страсть / The Waning Sex
- 1926 — Одна минута для игры / One Minute to Play
- 1927 — Огонь и сталь / Fire and Steel
- 1928 — Шкипер дьявола / The Devil’s Skipper
- 1928 — На ничейную землю / Into No Man’s Land
- 1928 — Возлюбленные актрисы / Loves of an Actress
- 1930 — На уровне / On the Level